# راجندرا تشولا الأول
راجندرا تشولا الأول أو غالبًا ما يوصف بأنه راجندرا العظيم كان إمبراطور مملكة تشولا في جنوب الهند الذي خلف والده راجاراجا تشولا الأول على العرش عام 1014 م. خلال فترة حكمه وسع نفوذ إمبراطورية تشولا إلى ضفاف نهر الغانج في شمال الهند وعبر المحيط الهندي إلى غرب وجنوب شرق آسيا، مما جعل إمبراطورية تشولا واحدة من أقوى الإمبراطوريات البحرية في الهند. شملت غزوات راجندرا سريلانكا وجزر المالديف وغزا بنجاح أراضي سريفيجايا في شبه جزيرة ملايو وجنوب تايلاند وسومطرة وجاوة في جنوب شرق آسيا. حصل تشولا على جزية من تايلاند ومملكة الخمير في كمبوديا، وأيضًا بناء عاصمة جديدة تسمى غانغايكوندا شولابورام.